# Polyxena (Tochter des Priamos)

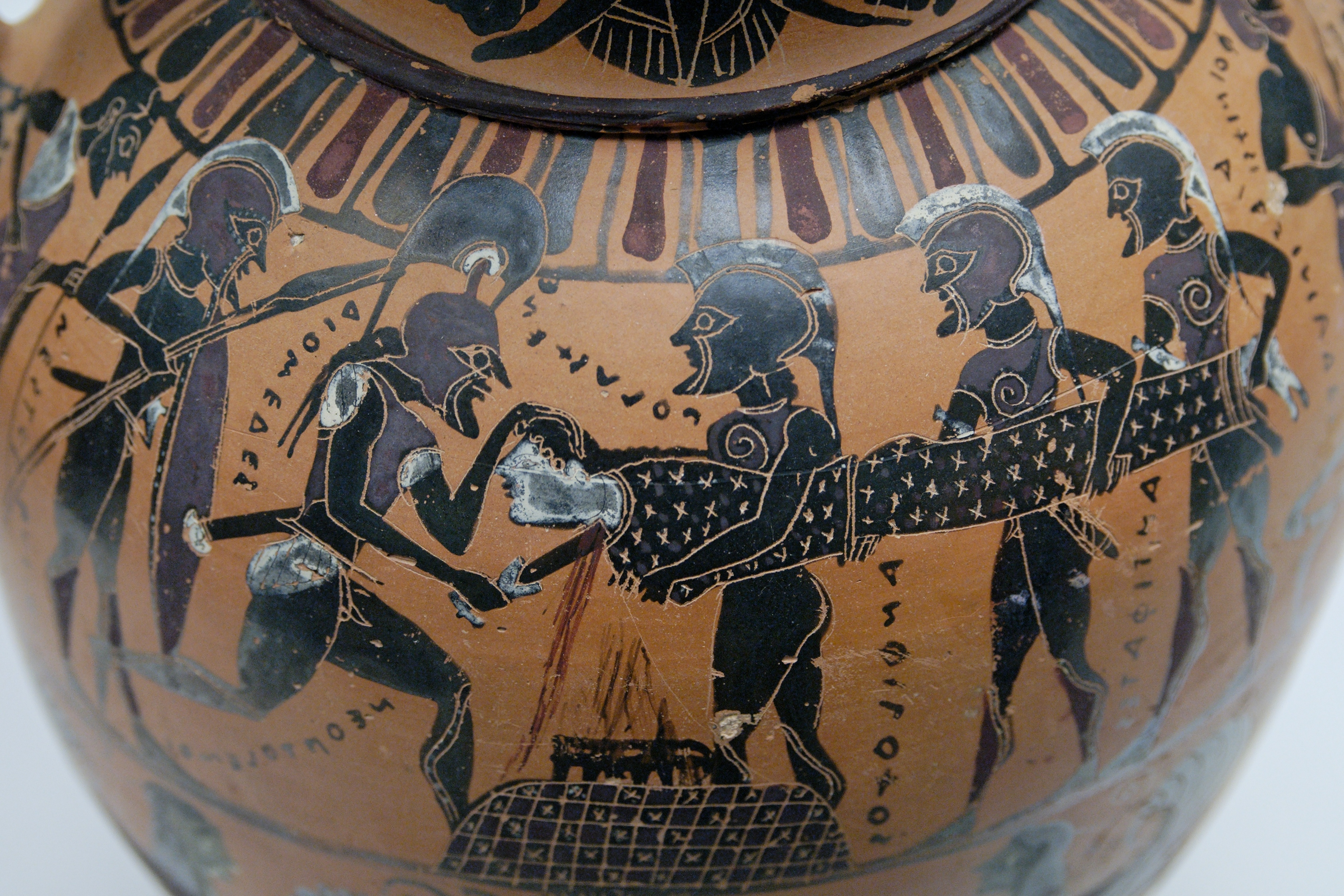
Neoptolemos opfert Polyxena, Tyrrhenische Amphora des Timiades-Malers, um 570/50, London, British Museum

Polyxena (altgriechisch Πολυξένη Polyxénē, von polýxenos „viele Fremde beherbergend“, übertragen: „die Gastfreundliche“) ist ursprünglich eine trojanische Prinzessin aus der griechischen Mythologie. Sie ist eine Tochter des Priamos und der Hekabe und die jüngere Schwester von Kassandra, Paris und Hektor.
Achilleus verliebte sich während des Trojanischen Krieges in sie, doch vergebens, da sie eine Priesterin Athenas war und daher Jungfrau bleiben musste. Sie war Achilleus aber ihrerseits sehr zugetan, obwohl er den Feinden Trojas angehörte. Sie sah und bewunderte ihn beim Kampf von den Mauern Trojas aus. Nach seinem Tod und Trojas Fall wurde sie Beute der Griechen. Beim Abzug aus Troja erschien Achilleus seinem Sohn Neoptolemos (auch Pyrrhos genannt) im Traum und verlangte, die Griechen sollten ihm das Schönste und Beste aus aller Beute opfern. Sie wählten Polyxena aus und führten sie an das Grab des Achilleus. Dort wurde sie geopfert; nach anderer Überlieferung erklärte sie, sie wolle lieber sterben als den Griechen zum Opfer fallen, und erdolchte sich selbst.
Eine weitere Variante des Stoffes verarbeitete Friedrich Justin Bertuch 1774 zu seinem von Anton Schweitzer vertonten lyrischen Monodrama Polyxena.
Auch im Wien des beginnenden 19. Jahrhunderts wurde der antike Polyxena-Stoff rezipiert. 1803 ist die Uraufführung des Dramas Polyxena Heinrichs von Collin verzeichnet. Dieses Werk fand später eine teilweise musikalische Umsetzung durch die Vertonung von zwei Szenen und fünf Chören Abbé Maximilian Stadlers.
Polyxena wird bei Homer nicht erwähnt, wohl aber in den Kypria. In der römischen Literatur wird sie in den Metamorphosen des Ovid erwähnt.
Das Opfer wird in der antiken Kunst häufig dargestellt. Ein bemerkenswertes Beispiel ist der Polyxenasarkophag aus der Troas.